# Racomitrium kerguelense
Racomitrium kerguelense är en bladmossart som beskrevs av Ryszard Ochyra och Celina Maria Matteri 1996. Racomitrium kerguelense ingår i släktet raggmossor, och familjen Grimmiaceae. Inga underarter finns listade i Catalogue of Life.